# Simulació de processos de semiconductors
La simulació de processos de semiconductors és el modelatge de la fabricació de dispositius semiconductors com els transistors. És una branca de l'automatització del disseny electrònic i forma part d'un subcamp conegut com a tecnologia CAD o TCAD.: Cap.24 
L'objectiu final de la simulació de processos és una predicció precisa de la distribució activa del dopant, la distribució de l'esforç i la geometria del dispositiu. </link>  La simulació de processos s'utilitza normalment com a entrada per a la simulació del dispositiu, el modelatge de les característiques elèctriques del dispositiu. El procés col·lectiu i la simulació de dispositius formen les eines bàsiques per a la fase de disseny coneguda com a TCAD o Technology Computer Aided Design. Considerant el procés de disseny de circuits integrats com una sèrie de passos amb nivells d'abstracció decreixents, la síntesi lògica estaria al nivell més alt i el TCAD, en estar més proper a la fabricació, seria la fase amb menys abstracció. A causa del modelatge físic detallat implicat, la simulació de processos s'utilitza gairebé exclusivament per ajudar en el desenvolupament de dispositius individuals, ja siguin discrets o com a part d'un circuit integrat.
La fabricació de dispositius de circuit integrat requereix una sèrie de passos de processament anomenats flux de procés. La simulació de processos implica modelar tots els passos essencials del flux del procés per tal d'obtenir perfils de dopants i d'estrès i, en menor mesura, la geometria del dispositiu. L'entrada per a la simulació del procés és el flux del procés i un disseny. El disseny es selecciona com un tall lineal en un disseny complet per a una simulació 2D o un tall rectangular del disseny per a una simulació 3D.

## Mètodes de simulació de processos
Els passos del procés associats amb més freqüència a la simulació del procés són la implantació iònica, el recuit (difusió i activació del dopant), el gravat, la deposició, l'oxidació i l'epitaxia. Altres passos comuns inclouen la planarització química-mecànica (CMP), la silicidació i el reflux. :692
Tots els simuladors de processos comercials utilitzen una combinació dels mètodes d'anàlisi d'elements finits (FE) i/o mètodes de volum finit (FV). :692 Una descripció completa del mètode FE/FV està fora de l'abast d'aquest article, però hi ha molts llibres excel·lents que descriuen el tema a fons. Tanmateix, és important discutir els requisits per a la simulació de processos per aconseguir resultats precisos. Aquests requisits es basen en els mateixos requisits que les tècniques genèriques de FE/FV amb una dificultat addicional que prové dels canvis en la geometria durant la fabricació simulada del dispositiu. La simulació de processos utilitza una malla FE/FV per calcular i emmagatzemar els perfils de dopants i d'estrès. Cada canvi geomètric en el domini de simulació requereix una nova malla que s'ajusti als nous límits. Com es descriurà a continuació, el gran nombre de passos de modificació de la geometria implicats i la naturalesa de la simulació del procés on cada pas depèn dels resultats acumulats de tots els passos anteriors, fan que la simulació del procés sigui una aplicació especialment difícil de la tècnica FE/FV. :693